# 김영아 (쇼트트랙 선수)
김영아(러시아어: Ким Йонг А, 1992년 8월 3일~) 또는 알리야 킴(카자흐어: Әлия Ким 앨리야 킴, 러시아어: Алия́ Ким, 1992년 8월 3일~)은 대한민국 출신 카자흐스탄의 전직 쇼트트랙 선수이다. 2018년 동계 올림픽에 카자흐스탄 국가대표로 참가했다.

## 경력
이리남창초등학교 4학년 때 쇼트트랙에 입문했으며 이일여자중학교, 신목고등학교, 경희대학교를 졸업했다. 2014년까지 대한민국 쇼트트랙 국가대표 선발전에 출전했으나 순위권에 오르지 못하여 국가대표가 되지 못했다. 같은 해 카자흐스탄 빙상 경기 연맹의 초청으로 카자흐스탄으로 귀화했다. 카자흐어 이름을 알리야 몰다굴로바에서 유래한 "알리야"라고 정했다.
국제 빙상 연맹의 규정에 따라 2년 동안 국제 대회에 불참했으며 2016년 11월 캐나다 캘거리에서 열린 2016-17 월드컵 1차 대회를 총해 처음으로 카자흐스탄 국가대표 경기이자 선구 경력 첫 국제 경기에 출전했다. 첫 경기인 1500m 경기 예선 C조에서 4위를 하면서 상위 라운드 진출에는 실패했다. 
이듬해인 2017년 2월에는 카자흐스탄 알마티에서 열린 2017년 동계 유니버시아드에 참가했다. 그녀는 500m 6위, 1000m 16위, 1500m 4위에 올랐으며 3000m 여자 계주 종목에서는 대한민국과 중국의 뒤를 이어 3위를 하면서 동메달을 획득했다. 유니버시아드 직후 일본 삿포로에서 열린 2017년 동계 아시안 게임에 참가했고 여자 3000m 계주에서 대한민국과 중국의 뒤를 이어 동메달을 획득했다.
2018년 2월에는 대한민국 평창에서 열린 2018년 동계 올림픽에 참가했다. 첫 경기인 1500m 예선 1조 경기에서는 초반에 넘어지면서 4위를 하며 준결승 진출에 실패했고 1000m 예선 3조 경기에서는 네덜란드의 쉬자너 스휠팅과 러시아 출신 선수단의 예카테리나 예프레멘코바에게 밀려 3위를 하며 준결승 진출에 실패했다. 
이듬해인 2019년 3월 소피아에서 열린 2018년 세계 선수권 대회에 참가했으며 500m 27위, 1000m 23위, 1500m 18위로 대회를 마쳤다.

## 개인사
2020년 11월 14일 남자친구인 윤영랑과 결혼했으며 2023년 8월에 아들 윤의담이 태어났다.